# Cratere Catillus
Catillus è un cratere sulla superficie di Dione.